# Toutes griffes dehors (mini-série, 1982)
Toutes griffes dehors est une mini-série télévisée française de 6 épisodes réalisée par Michel Boisrond et diffusée à partir 22 octobre 1982 sur Antenne 2.

## Synopsis
Fanny, ex-vendeuse dans une maison de haute couture, va aider Gilbert Dautun, jeune styliste ambitieux, à se lancer dans le monde de la mode.

## Distribution
- Sophie Desmarets : Fanny
- Serge Avedikian : Gilbert Dautun
- Jany Holt : Mlle Monelle
- Jacques François : Alain
- Pierre Tornade : Barbazan
- Marco Perrin : Oncle Fernand
- Marc Bassler : Jean-Claude
- Claudia Demarmels : Bénédicte
- Patricia Elig : Josyane
- Christian Marin : Bob Loiseau
- Marie-Noëlle Eusèbe : Toura
- Charlotte Maury-Sentier : Zouzou
- Blanchette Brunoy : Francine
- Sylvie Granotier : Lorraine
- Luc Florian : Mourad

## Fiche technique
- Réalisation : Michel Boisrond
- Scénario : Michel Boisrond
- Musique : Laurent Petitgirard et Sacha Distel
- La chanson du générique, Le soleil n'est jamais démodé, est interprétée par Sacha Distel[2]